# 富山県道261号砺波停車場線
富山県道261号砺波停車場線（とやまけんどう261ごう となみていしゃじょうせん）は、富山県砺波市内を通る一般県道（富山県道）である。

## 概要

### 路線データ
- 起点：富山県砺波市太郎丸3283の1[1]（＝JR砺波駅前）
- 終点：富山県砺波市出町264[1]（富山県道20号砺波福光線交点）

## 歴史
- 1960年（昭和35年）4月23日：路線認定[2]。

## 地理

### 通過する自治体
- 富山県砺波市

### 接続道路
- 富山県道16号砺波小矢部線（砺波市表町：終点）

### 周辺
- JR城端線 砺波駅